# Пяски (гмина, Гостыньский повет)
Пяски (пол. Piaski) — сельская гмина (волость) в Польше, входит как административная единица в Гостыньский повет, Великопольское воеводство. Население — 8342 человека (на 2008 год).

## Соседние гмины
1. Гмина Дольск
2. Гмина Гостынь
3. Гмина Кробя
4. Гмина Борек-Велькопольски
5. Гмина Погожеля
6. Гмина Пемпово

## Фотографии

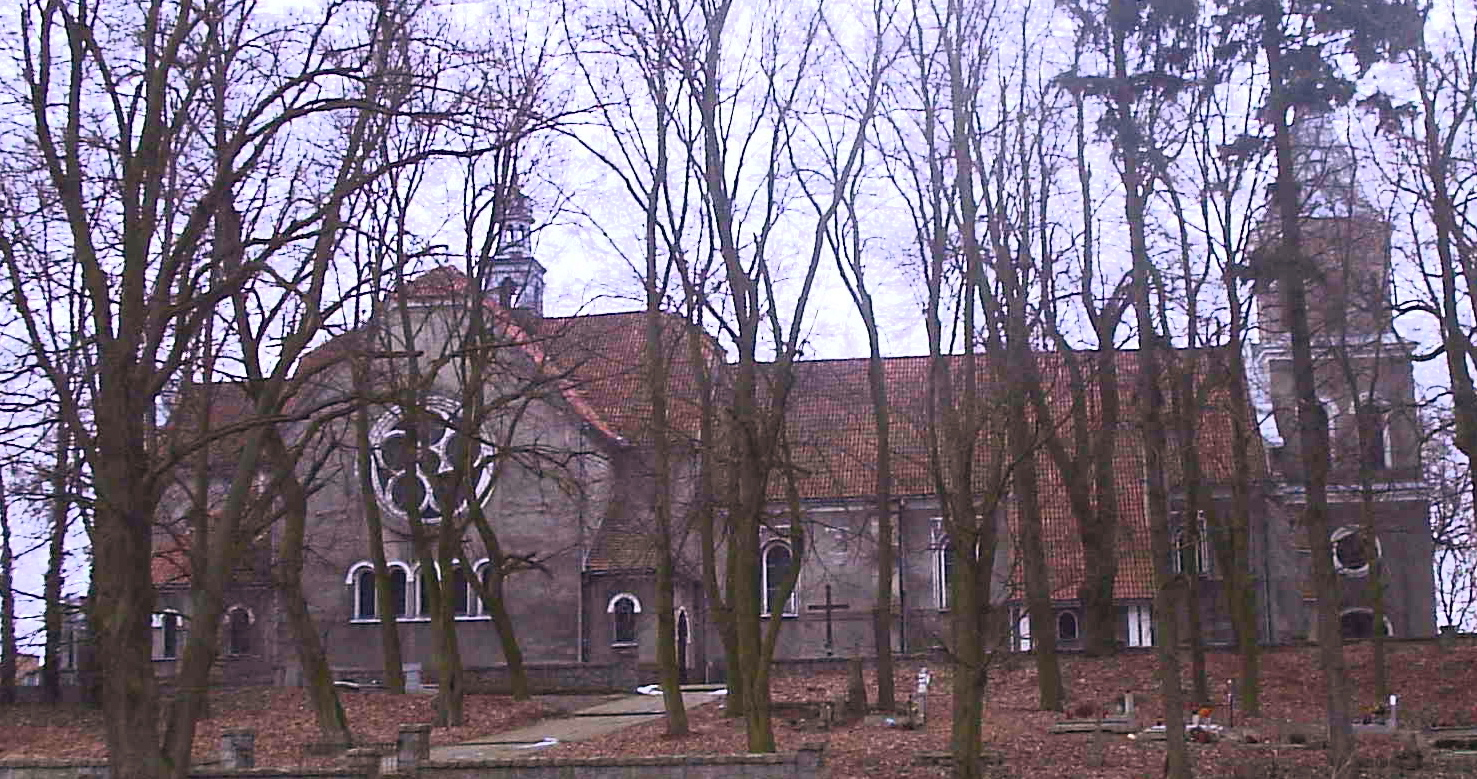
Костёл
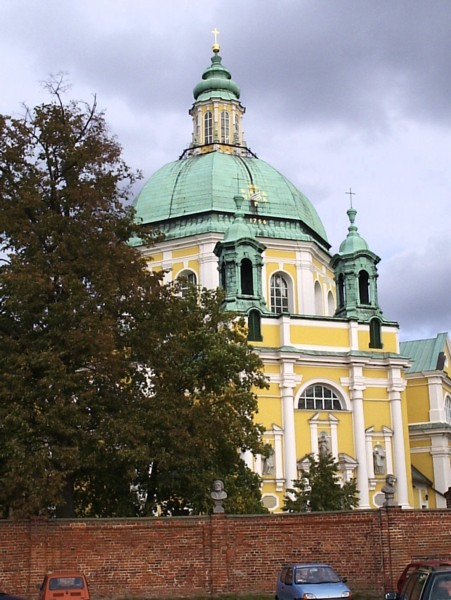
Базилика
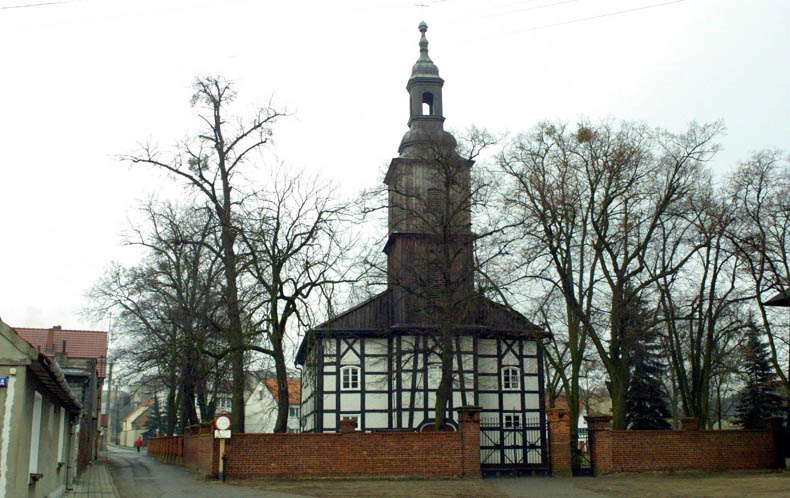
Костёл
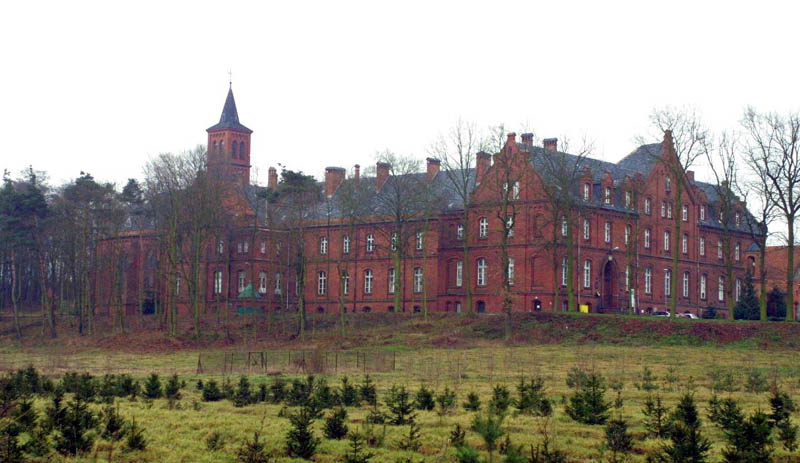